# 비델

## 개요
비델 (Videl)은 드래곤볼의 등장인물이다.